# 胡中藻
胡中藻（1712年—1755年），字翰選，號堅磨生，吏役胡大祉之子。江西南昌府新建縣人。

## 生平

### 入仕之初
乾隆四年十月的官員履歷所載，胡中藻年二十九歲，即其最晚出生於康熙五十一年(1712年)。
胡中藻為鄂爾泰門生，被视为“昌黎（韩愈）再世”，惟乾隆帝認為他文辭險怪，只有鄂爾泰獨加贊賞，令其肆無忌憚、悖慢譸張。乾隆元年（1736年）丙辰科進士，考中第三甲，五月三日被任命為翰林院庶吉士，歷俸三年六個月。因為乾隆二年增加恩科考試，乾隆元年丙辰科進士庶吉士等入館只一年便散館，五月十六日，內閣帶領丙辰科散館修撰編修庶吉士引見，得旨授職者中授檢討的有六人，胡中藻名列其中，是為散館授檢討。
胡中藻雖僅為檢討，但已想有所表現，《長編檔秋冬底本》記載，乾隆三年十月初一日，胡中藻請取重要的律文以編輯為一簡，榜於各治集。乾隆六年五月，胡中藻曾為廣西省鄉試副考官，惟他在履歷中被評為「中平、中平，年少而騃」。「中平、中平」不算嚴重，不少人的評語亦然，而「年少而騃」則為對他「升遷」的致命傷，令其乾隆九年二月時还是在做檢討，未能迁官。而寫下評語之人，很大機會是張廷玉掌管之翰林院掌院學士福敏，令胡中藻極其厭惡以張廷玉為首的黨派。
乾隆八年十二月十四日，針對胡中藻的翰林院掌院學士福敏卸任，改由保和殿大學士、軍機大臣鄂爾泰兼管，胡中藻或於此時投靠他，令其在乾隆九年二月三十日，被授陝西學政一職，再而成為通政使司右通政。
鄂爾泰與張廷玉素不合，互相傾軋。各有依附之士，互相斗爭，為當時兩大朋黨首腦。胡中藻出身鄂爾泰之第一門，亦為其得意的學生，性多狂悖，語多譏刺。從此身陷黨爭，令其日后成為政治角力中的犧牲品。因為乾隆帝對鄂爾泰等前朝重臣有顧忌。
鄂尔泰死后，即乾隆十一年閏三月十一日，胡中藻轉為通政使司左通政，同月十三日，胡中藻由左通政調補詹事府少詹事。對照後來所發生的事，乃為朝者的大陰謀。乾隆十三年二月，胡中藻到廣西省當廣西學政，仍與鄂爾泰之族人鄂昌關係密切。期間他分設陝甘學政的建議也沒通過，乾隆帝甚至批評他，可見兩者的關係已不好。陝西省旱災飢荒，胡中藻親身經歷後，忍不住上奏，乾隆帝認为好名沽直的胡中藻對災情的描述過于誇張，惟胡中藻所奏的與陝西巡撫陳宏謀所奏的內容差不多，高宗卻立即加增賞給陳宏謀，以示優恤。此事明顯不公平。乾隆十四年七月，胡中藻因高宗說他挾私瀆奏而卸事回京，並無任職紀錄。《清代通史》，以及《清通鑒》等記載胡中藻，官至內閣學士僅為謬誤。
乾隆十九年（1754年），授甘肃巡抚。同年，胡中藻之父出殯，欲拆去民房讓道，族民不甘而告發他。胡寶瑔在胡中藻家中搜到他為父母祝雙壽對聯的草稿，雙聯中有犯高宗名諱的字句，並祝其父母「老及十千歲」，用只能對王后說的「十千歲」。

### 胡中藻案
乾隆二十年二月，乾隆密谕广西巡抚卫哲治：“将胡中藻任广西学政时所出试题及与人唱和诗文并一切恶迹，严行察出速奏。”同年三月十三日，乾隆帝痛斥胡中藻“诋讪怨望”，“非人类中所应有”。大学士九卿翰詹科道奏称：“胡中藻违天逆道，覆载不容，合依大逆，凌迟处死。”胡中藻因而被處斬。此時，胡中藻父子妻妾女媳相繼而亡，可見其死前的命運實在坎坷。抄家時家中薄有錢財，僅有銀三千余兩並谷七十石而已。此案追究到鄂尔泰，以“私立朋党”罪名命将鄂尔泰牌位从贤良祠撤出。鄂爾泰之侄鄂昌被賜自盡。一般史家認為胡中藻案只是乾隆為了打擊朋黨的手段。胡中藻曾有“一把心肠论浊清”诗句，也成为其逆反的罪证。

## 詩作
李藴芳、申發祥等人推尊胡中藻為韓愈再世，自比韓門弟子，胡中藻本人亦以韓愈自負。清高宗說他「文辭險怪」、「文尚奇澀」，韓愈所寫的古文和詩作，也有此特性。胡中藻與其他江西士子的詩，注重「無一字無來歷」，高明者常能于詩中用典故而不露斧鑿痕跡。實際上，胡中藻似有意將「險怪」復歸「清真雅正」以合朝廷的要求，故其被人視為「險怪之詞」，大多數都用四書五經之典，惟其用典，因無痕跡，高宗不知，反生誤會。
許多的話，如果往壞的地方想，便可疑其是壞的意思。高宗雖然寫詩不少，但缺乏某些文學氣質，只往政治上想。只要是能引起聯想到毀謗皇帝、國家、祖先等的文字，就不放過。例如胡中藻以「并蒂花」來形容皇帝皇后恩愛，高宗卻說「然朕亦曷嘗令有干預朝政，驕縱外家之事。」
乾隆帝提倡經學，只是虛的，并不真實尊經。胡中藻的詩想以經籍做護符，經籍也保不了他。胡中藻出版《堅磨生詩鈔》令乾隆帝爆發心中的怨憤，遂興文字獄而誅之。由此可見，高宗對于他認為不合「清真雅正」的詩人，少了一份同情心。

## 《堅磨生詩鈔》注解
- 胡中藻詩：「一把心腸論濁清」，又曰：「天非開清泰」

- 注解：詩中的「濁清」，可能只為了平仄或押韻的關係。濁為入聲、三覺，此處正應用仄聲。清為下平聲、八庚，胡中藻此詩，若用八庚為韻，而適為韻腳，自用「濁清」不用「清濁」矣。實際上，此詩的「清」是指人品純潔[12]。因此，此詩是指言捫心評論世之清濁，或人品之清濁。

- 胡中藻詩：「亦天之子亦萊衣」

- 注解：「亦」字有「也」、「又」之意。此處不過說高宗是天子，同時也是孝子而已。高宗喜歡獨一無二，「也」、「又」都是前有後才有，故高宗不滿意。而且，高宗未必喜人以「萊衣」形容其孝，蓋此為平民之舉止。

- 胡中藻詩：「并花已覺單無蒂」

- 注解：「并花已覺單無蒂」，不過言孝賢皇后死，以及高宗之孤單，如并蒂花中一朵枯落，另一朵孤單。胡中藻以「并蒂花」來形容皇帝皇后恩愛，可能是欠考慮的。高宗是個有三宮六院的人，聽了這些話，未必以為然的。